# Andy Bogard
Andy Bogard (アンディ・ボガード Andi Bogādo?) es un personaje ficticio de videojuegos tanto en el Fatal Fury como en el The King of Fighters en juegos de pelea de SNK Playmore. También es hermano de Terry Bogard. Su apodo oficial es El Arma Humana.

## Historia
Andy es uno de los hijos adoptivos de Jeff Bogard y hermano menor de Terry. 
Cuando su padre muere en manos de Geese Howard, Andy decidió perfeccionar su arte marcial más propia en Japón para diferenciarse de su hermano. Durante su estancia en Japón, Andy aprendió el Shiranui-Ryuu ("estilo" en japonés), el Ninjutsu y una forma de combate con las manos vacías llamada Koppouken por Hanzo Shiranui.
Una década después de la muerte de Jeff, se reúne con Terry en South Town. Después de pagar respeto a la tumba de Jeff, se encuentran con Joe Higashi y aprenden sobre el torneo King of Fighters organizado por Geese. Él entra con ellos en un intento de vengar a su padre, pero perdió antes de llegar a Geese. Cuando Terry derrotó Geese, Andy sintió una sensación mixta de cierre y regresó a Japón para continuar su entrenamiento.
Después de su primer torneo de King of Fighters, un nuevo torneo se llevó a cabo, esta vez organizado por Wolfgang Krauser. Andy, a pesar de presentarse en el torneo, no logró mucho con su argumento. Durante los eventos de Fatal Fury 3, Andy sufrió una herida en el pecho que seguía obstaculizando la serie Real Bout. Él, además, tiene un final que refleja el escenario de Terry en Real Bout pero esto se considera sin canon en Mark of the Wolves.
Desde la muerte de Geese, la caída del primer South Town, y el nacimiento del segundo Southtown, Andy se ha dedicado a entrenar a Hokutomaru a través de los estilos Shiranui-Ryuu, Ninjutsu y Koppouken. En lugar de luchar él mismo en el torneo, envía a Hokutomaru en su lugar para ver lo que su pupilo ha aprendido. Para final de Hokutomaru, Andy le escribe una nota diciendo que estaba orgulloso de ver el progreso de Hokutomaru. Luego terminó la nota diciendo que ya no es su maestro, pero sí rival y que llegarán a cruzarse de nuevo.

## The King of Fighters
Cuando el nuevo torneo de The King of Fighters '94 fue anunciado, Andy y Joe se unieron con Terry para formar un equipo. Desde entonces, Andy ha estado siempre de acuerdo con seguir a su hermano Terry cuando decidió entrar en la nueva versión del torneo King of Fighters. Él parece entrar de mala gana a los torneos con el tiempo, ya sea presionado por Mai o Joe para entrar en el equipo. Con las nuevas reglas en KOF '99 se permiten a los equipos de cuatro miembros, se unen al equipo Mai Shiranui (KOF '99) y Blue Mary (KOF 2000 y KOF 2001).
A partir de la Saga de Ash (KOF 2003), Andy dejó el equipo Fatal Fury para cuidar de su discípulo, Hokutomaru, que cayó enfermo de paperas. Él se queda ausente en KOF XI para continuar el entrenamiento de su presumible alumno. Él se reúne con su hermano y Joe en KOF XIII como en los viejos tiempos.
En la serie Maximum Impact, Andy no quería participar y se sumergió en el entrenamiento. Él admite en privado a Mai en la secuela (KOF: Maximum Impact 2) porque siente que su capacidad de lucha es impotente y quiere esperar otro momento para desafiar a su hermano. En una historia del Regulation A, sin embargo, afirma que su pelea con Terry "no puede estar muy lejos".

## Personalidad
Él es un hombre tranquilo y más bien estoico que siempre pone su mirada con lo mejor de sí mismo. A pesar de que suele ser serio, rompe ese estilo cuando se enfrenta a cosas que lo hacen incómodo, como su altura y oculta su vergüenza con declaraciones jactanciosas. Él actúa como retirado y observador de análisis entre sus amigos. Que él recuerde, Andy nunca ha ganado nada sobre su hermano y parece sufrir un complejo de inferioridad debido a eso. Él lo respeta, pero aún siente que algún día podrá superarlo. 
Él también está enamorado de Mai, pero rara vez se expresa, como él personalmente siente que todavía no están lo suficientemente maduros como para manejar el matrimonio y el entrenamiento, al mismo tiempo. Parece perplejo por las acciones que Mai le hace, pero hará todo lo posible para protegerla. Su relación se utiliza generalmente para lograr un efecto cómico en el Fatal Fury y King of Fighters.

## Poderes
- Reunir Chi: Andy puede reunir la energía chi de Gaia, la madre-tierra.
- Proyectil de energía (Hishouken): Andy puede disparar una bola de energía chi de sus manos.
- Ataques de energía: Andy puede utilizar la energía chi para aumentar el daño de sus ataques normales (puñetazos, patadas, etc)
- Ataques de fuego: Andy puede utilizar el fuego para aumentar el daño de sus ataques normales, e incluso convertir su cuerpo en llamas.

## Habilidades
- Acrobacias: Andy es muy hábil con las acrobacias gracias a su entrenamiento ninjutsu
- Sigilo: Debido a su entrenamiento ninja, Andy es muy competente en sigilo.

## Estilo de pelea
Andy emplea el Koppouken como estilo de pelea. Koppouken es una antigua arte marcial japonesa que tiene algunos movimientos de karate y de ninjutsu. Algún tiempo después de dominar el Koppouken, Andy fue a aprender el Shiranui-Ryuu Ninjutsu con Hanzo Shiranui.

## Personajes relacionados
- Jeff Bogard - Padre adoptivo (asesinado por Geese howard).
- Terry Bogard - Hermano mayor.
- Joe Higashi - amigo, compañero de equipo.
- Mai Shiranui - Novia .
- Hanzo Shiranui - Maestro .
- Blue Mary - Amiga, compañera de equipo.
- Geese Howard - Enemigo, asesino de Jeff Bogard.
- Hokutomaru - Discípulo.
- Robert Garcia - Contra parte de Art of Fighting y rival.
- Billy Kane - Enemigo, guardaespaldas personal de Geese Howard.
- Benimaru Nikaido - Posiblemente su contraparte de The King of Fighters.

## Actores de voz
- Jun Hashimoto - Fatal Fury 2~Special
- Keiichi Nanba - Fatal Fury 3~presente
- Tomoko Maruo - Fatal Fury: Legend of the Hungry Wolf (como Andy joven).
- Tony Sampson - Fatal Fury: Legend of the Hungry Wolf (voz inglesa de Andy joven).
- Peter Wilds - serie animada (voz inglesa)
- Ryō Horikawa - Dengeki Bunko drama CD series

### Actores de voz de acción Live
- Curtis Wood Willis - Comerciales de acción live Fatal Fury Special.

## Apariciones
- Fatal Fury
- Fatal Fury 2
- Fatal Fury Special
- The King of Fighters '94
- Fatal Fury 3
- The King of Fighters '95
- Real Bout Fatal Fury
- The King of Fighters '96
- Real Bout Fatal Fury Special: Dominated Mind
- Real Bout Fatal Fury Special
- The King of Fighters '97
- The King of Fighters: Kyo
- Real Bout Fatal Fury 2
- The King of Fighters '98
- Fatal Fury: Wild Ambition
- Fatal Fury: First Contact
- The King of Fighters '99
- The King of Fighters 2000
- The King of Fighters 2001
- The King of Fighters EX
- The King of Fighters 2002
- The King of Fighters EX2
- The King of Fighters Neowave
- KOF: Maximum Impact 2 - en un texto de personaje; participa en la historia de Mai.
- Garou Densetsu The Legend of Wild Wolf
- Garou Densetsu Special
- The King of Fighters XII
- The King of Fighters XIII
- The King of Fighters XIV
- The King of Fighters XV
- Fatal Fury: City of the Wolves (DLC)

## Apariciones móviles
- Days of Memories (primero, cuarto y octavo título) - injugable; cameo solo en el cuarto texto.
- Garou Densetsu vs Fighter's History Dynamite - personaje jefe
- Gungho Games - piel del personaje

### Cameos
- The King of Fighters 2003 - durante el video del equipo Fatal Fury y el de Women Team.
- The King of Fighters XI - durante el video del equipo Fatal Fury.
- The King of Fighters (pachinko)
- The King of Fighters 2
- Super Smash Bros. Ultimate - Aparece como un cameo físico en el King of Fighters Stadium, y también como un Espíritu, como parte del DLC de su hermano Terry Bogard.